# Gunung Gunting Uwo
Gunung Gunting Uwo är ett berg i Indonesien.   Det ligger i provinsen Aceh, i den västra delen av landet, 1 600 km nordväst om huvudstaden Jakarta. Toppen på Gunung Gunting Uwo är 2 274 meter över havet, eller 204 meter över den omgivande terrängen. Bredden vid basen är 3,4 km.
Terrängen runt Gunung Gunting Uwo är bergig åt sydväst, men åt nordost är den kuperad. Runt Gunung Gunting Uwo är det mycket glesbefolkat, med 5 invånare per kvadratkilometer. I omgivningarna runt Gunung Gunting Uwo växer i huvudsak städsegrön lövskog.